# Осокові
Осо́кові або Смикавцеві (Cyperáceae) — велика родина однодольних рослин, що складається з багаторічних (рідко однорічних) трав, з вигляду схожих на злаки, що ростуть на берегах річок, на сирих луках, болотах або навіть у воді. Велика їх роль і у формуванні арктичних рослинних угруповань, де злаки представлені менш широко.
Велика родина, що включає приблизно 5000 (за іншими даними 5500) видів, 109 родів, 14 триб.

## Опис

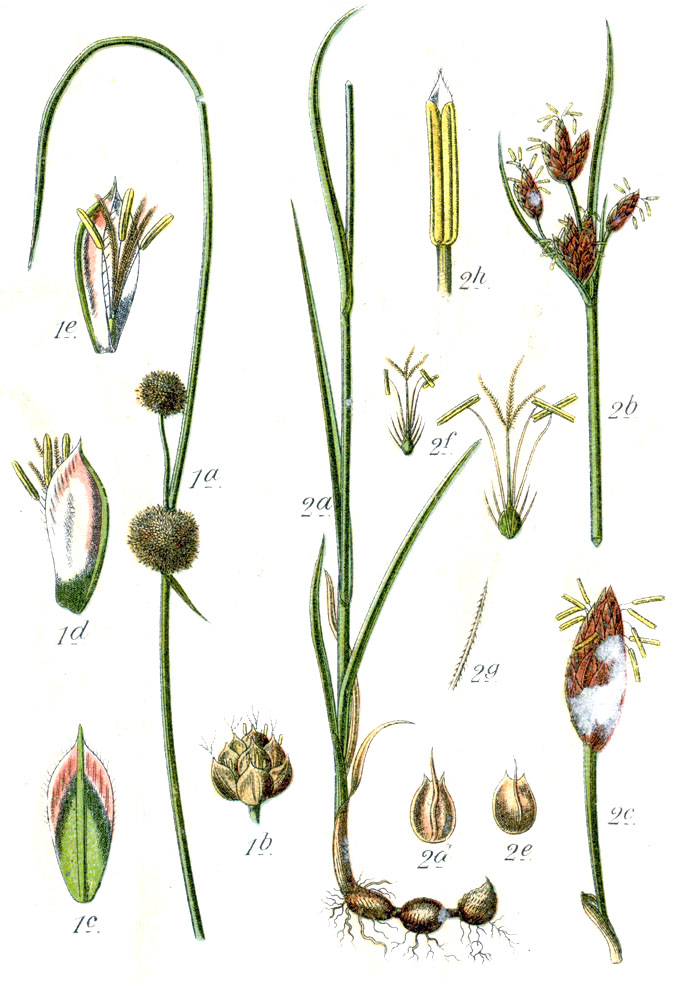
Види осокових:
1.,
2..

Розміри осокових достатньо сильно різняться: від кількох сантиметрів у видів роду Ситняг (Eleocharis) до трьох — чотирьох метрів у видів родів Сцирподендрон (Scirpodendron), Мапанія (Mapania), Сить (Cyperus)
Кореневище або коротке вертикальне, або довге горизонтальне.
Стебло (соломина) зазвичай тригранної форми, рідко порожнисте, як у злаків, часто з сильно витягнутим верхнім коліном, на якому розташоване суцвіття. Стебла зі зближеними при основі вузлами, так що «справжні» подовжені міжвузля розвиваються переважно у генеративних пагонів.
Листя із замкнутою (не розколотою вздовж, як у злаків) піхвою, яка щільно охоплює стебло подібно трубці, і довгим стрічкоподібним відгином; лінійні, часто дуже жорсткі, з ріжучим краєм через дуже дрібні, звернених донизу зубчиків. У одних осокових на стеблі більш-менш рівномірно розміщене листя; у інших листя скупчене біля основи (більшість осік) або на вершині стебла, як, наприклад, у папірусу (Cyperus papyrus). Нижні (а іноді і все) листя часто має редуковані платівки — залишаються лише піхви. І листя, і стебла осокових багаті механічними тканинами, а також кремнеземом, що обумовлює їх застосування як покрівельного та виробного матеріалу.
Квітки дрібні, непоказні, у одних одностатеві, у інших двостатеві, сидять у пазухах приквіткових лусок та зібрані у суцвіття — колоски, що з'єднуються у складніші суцвіття — колосся, головки, кисті, волоті, парасольки. У разі одностатевих квіток чоловічі та жіночі часто перебувають у різних колосків, іноді навіть на різних особинах (дводомні осокові). Оцвітини зовсім немає (що відображає пристосування осокових до вітрозапиленню — анемофілія)) або вона є у вигляді ніжних лусочок, щетинок або волосків, у пухівки (Eriophorum) сильно розростаються при відцвітанні. 

Формула квітки:{\displaystyle starP_{3+3}orP_{0};A_{3-0};G_{underline{(3)}-underline{(2)}}}.
Цікаво влаштований пилок осокових: після мейозу три з чотирьох клітин редукуються, і пилкове зерно, являє собою так звану псевдомонаду, відповідну чотирьом «нормальним» пилкових зернам. Чоловічі квітки складаються практично лише з тичинок, а жіночі, зазвичай, влаштовані складніше. У пологів Осока (Carex) та Унцінія (Uncinia), наприклад, приквітковий лист (покривна луска) обростає навколо зав'язі, отже маточка, а потім і плід, що розвивається, виявляються оточеним особливою плівчатою капсулою — мішечком.
Плід осокових — горішок, Часто тригранний, з більш-менш твердим біляплодником.

## Поширення та середовище існування

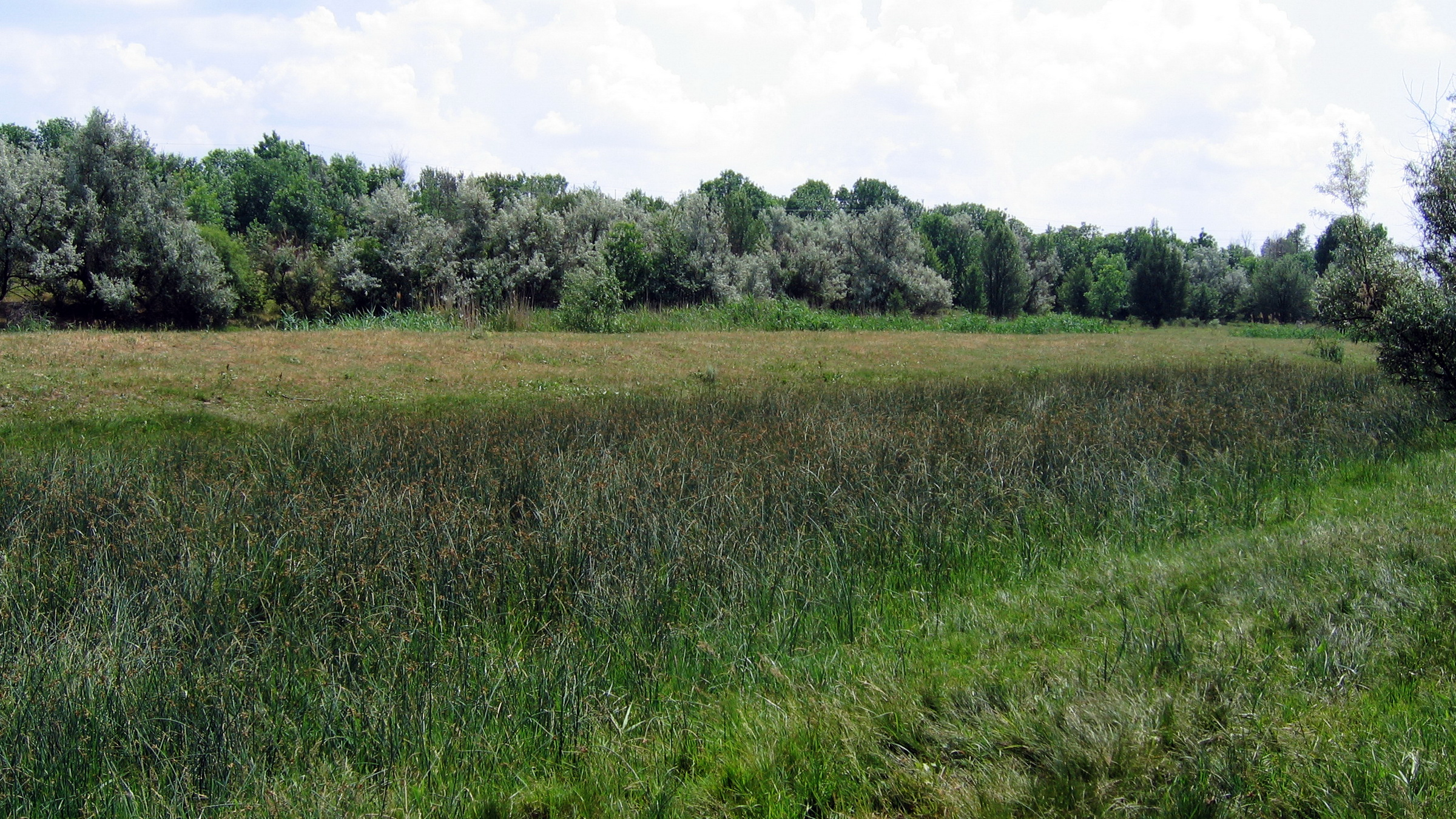
Осокове болото. Запорізька область

Рослини родини осокових широко розповсюджені по всій земній кулі, особливо у помірних та холодних областях.
До найрозповсюдженіших осокових належать представники роду Комиш (Scirpus), що утворюють великі зарості біля берегів прісних водойм. Дуже відомі рослини, що належать до великого роду Сить — наприклад, папірус, стебла якого з найдавніших часів до Середньовіччя служили джерелом паперу. Він, як і очерет, утворює великі зарості біля берегів африканських річок та озер. У тропіках широко розповсюджені й інші осокові: ринхоспора (Rhinchospora), меч-трава (Cladium), мапанія, склери (Scleria). В арктичних та помірних областях домінують інші роди: ситняг, пухівка, осока, причому представники останнього роду за ступенем участі у рослинному покриві не поступаються злакам та Астровим, а подекуди їх перевершують. Найбільше видів осок мешкає на болотах, на сирих та болотистих луках, берегах водойм, де осоки формують специфічні спільноти та часто визначають вигляд місцевості.

## Осокові у флорі України
За результатами дослідження провідного наукового співробітника Інституту екології Карпат НАН України доктора біологічних наук Івана Данилика у флорі України налічується 153 види осокових, які належать до однієї підродини (Cyperoideae), 8 триб і 19 родів.

## Хімічний склад
Епідерміс листя та стебел більшою чи меншою мірою просякнутий силікатною кислотою. У кореневищах деяких видів знайдено ефірну олію. Алкалоїди, зазвичай, відсутні та знайдені лише у осоці парвській (Carex brevicollis).

## Використання людиною
Корисних рослин серед осокових дуже мало. Ці сухі і жорсткі трави, бідні поживними сполуками та багаті кремнеземом, дають погане сіно, яке згодовують тваринам в останню чергу.
Cyperus esculentus L., що зростає й місцями культивується в південній Європі, приносить їстівні підземні шишки (бульби), що містять багато олії та цукру і смаком нагадують мигдаль («земляний мигдаль»); їх часто вживають як найкращий сурогат кави. Їстівні шишки доставляють також Cyperus bulbosus Vahl. та Scirpus maritimus L. в Індії, Scirpus tuberosus Roxb. в Індії та Китаї й інші види.
Carex arenaria L. сіють на дюнах, переважно в Голландії, для утримання летючих пісків (довгі кореневища цієї осоки скріплюють та затримують пісок).
Стебла (солома) Scirpus palustris L. та деяких інших осокових йдуть на плетіння постілок. Папірус (Cyperus papyrus L.) — крупна (до 3 м заввишки) водна рослина (зростає у Єгипті, Малої Азії, у Калабрії та Сицилії), з якої у давнину виробляли папір — папірус; тепер має мале значення (місцями солома йде для плетіння).
Багато видів осокових використовуються для оформлення водойм у ландшафтному дизайні. Дуже популярною серед любителів «водних садів» є пухівка піхвова. Шовковисті та ніжні волоски-оцвітини цієї пухівки роблять її схожими на пухові кульки, що надає рослині ошатний вигляд.
Дуже корисна рослина схеноплектус озерний. Вона відіграє важливу роль у природі, фільтруючи воду.

## Класифікація

### Таксономічне положення
|  |                 |  |                    |                       |                 |  | клас Дводольні | клас Дводольні                       |                                      |  |              |  | ще 15 родин, у тому числі Тонконогові (Poaceae) | ще 15 родин, у тому числі Тонконогові (Poaceae) |  |
|  |                 |  |                    |                       |                 |  | клас Дводольні | клас Дводольні                       |                                      |  |              |  | ще 15 родин, у тому числі Тонконогові (Poaceae) | ще 15 родин, у тому числі Тонконогові (Poaceae) |  |
|  |                 |  |                    | відділ Покритонасінні |                 |  |                |                                      | порядокТонконогоцвіті (Poales)       |  |              |  |                                                 |                                                 |  |
|  |                 |  |                    | відділ Покритонасінні |                 |  |                |                                      | порядокТонконогоцвіті (Poales)       |  | до 120 родів |  |                                                 |                                                 |  |
|  | царство Рослини |  |                    |                       | клас Однодольні |  |                |                                      | родина Осокові                       |  |              |  |                                                 |                                                 |  |
|  | царство Рослини |  |                    |                       |                 |  |                |                                      |                                      |  |              |  |                                                 |                                                 |  |
|  |                 |  | відділ Голонасінні | відділ Голонасінні    |                 |  |                | ще 10 порядків (за Системою APG III) | ще 10 порядків (за Системою APG III) |  |              |  |                                                 |                                                 |  |
|  |                 |  |                    | відділ Голонасінні    |                 |  |                |                                      | ще 10 порядків (за Системою APG III) |  |              |  |                                                 |                                                 |  |

## Деякі роди

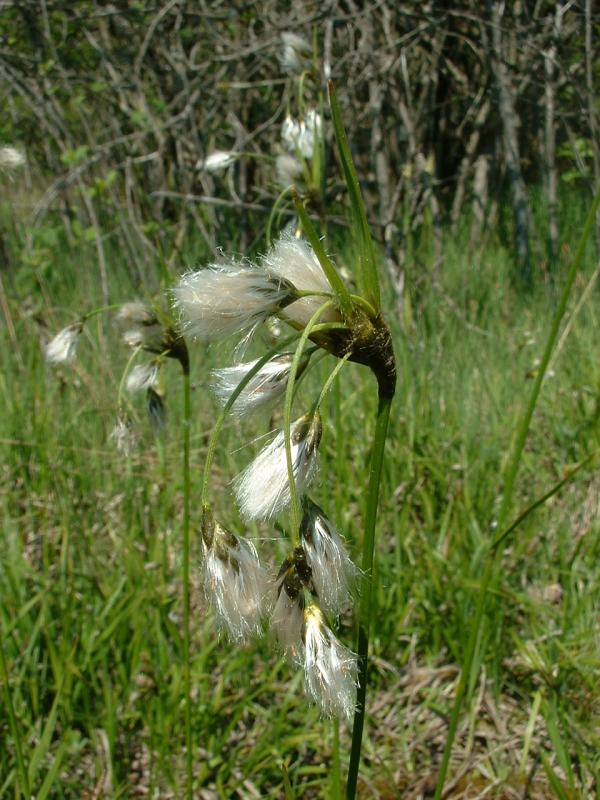

Родина включає 116 родів та близько 5730 видів.
- Blysmus Panz. ex Schult. — Поточник, або Блісмус
- Bolboschoenus (Asch.) Palla — бульбоочерет
- Carex L. — Осока
- Cladium P.Browne — Меч-трава
- Cyperus L. типовий[9] — смикавець
- Eleocharis R.Br. — Ситняг, або Болотниця
- Eriophorum L. — Пухівка
- Kobresia Willd. — Кобрезія
- Rhynchospora Vahl — Очеретник
- Schoenoplectus (Rchb.) Palla — Схеноплектус
- Schoenus L. — Схенус
- Scirpoides Ség. — Комишевидник
- Scirpus L. — Комиш